# ЖС серија 711
ЖС серија 711 је дводелни путнички дизел-моторни воз који је посебно дизајниран за Железнице Србије 2011, a производи се у заводу Метровагонмаш у Руској Федерацији, популарно назван "рускиња". Планирано је да ове гарнитуре возова на неелектрифицираним пругама постепено замени дотрајале путничке гошине "шинобусе" и "макосе", који саобраћају више од 30 година на локалним домаћим пругама.

## Порекло и развој
Железнице Србије и руски завод Метровагонмаш су потписале уговор о куповини 12 нових путничких возова из кредита међународне железничке банке "Еврофим" у висини од 43 милиона швајцарских франака, након обављеног јавног тендера. Јавно представљање новог воза уследило је дан уочи Дана железничара Србије 15. септембра 2011. ЖС 711 је дводелни путнички дизел-моторни воз савременог дизајна, погоњен са два MTU дизел-мотора, максималне брзине 120 километара на час, има 120 места за седење, 126 места за стајање, видео надзор, клима уређаје, грејање, систем за дијагностику и управљање, тоалет, прилагођен особама са посебним потребама.

## Прва линија и увођење у саобраћај
Први дизел-моторни воз ЖС 711 из завода „Метровагонмаш“, кренуо је свечано у железнички саобраћај на прузи Београд - Вршац, 6. марта 2012. (Видео:Путовање у моторном возу ЖС 711) Почетком новембра 2012. нови дизел воз је отпочео да саобраћа на релацији Ниш - Прокупље - Куршумлија. Крајем децембра 2012. свечано је уведен у путнички саобраћај на релацији Суботица - Сомбор и 12. фебруара 2013. на релацији Суботица - Кањижа. а 26. марта 2013. године на релацији Рума - Шабац. Последња гарнитура из ове серије је свечано пуштена у саобраћај на линији Нови Сад - Оџаци - Богојево - Сомбор - Суботица крајем јула 2013. године.
У начелу је крајем марта 2013. договорена куповина са заводом Метровагонмаш још једне серије јер постоји велика заинтересованост локалних заједница. У присуству председника Русије и Србије Владимира Путина и Томислава Николића, 16. октобра 2014. године, потписан је Анекс 5 уговора којим је предвиђена набавка 27 дизел-моторних возова ЖС 711 у износу од 100 милиона долара из руског кредита, као и набавка резервних делова у висини 2,6 милиона долара. Уговор су потписали директор Друштва за превоз путника „Железница Србија“ и генерални директор „РДЖ Интернешнл“ Негосав Теофиловић и Сергеј Павлов.
По стручним анализама, Србији је потребно укупно четрдесетак оваквих возова, па би набавком додатних гарнитура из руског кредита локални саобраћај на неелектрифицираним пругама у Србији могао дугорочно да буде много ефикаснији. Четири дизел моторна воза ЖС 711 из нове серије свечано су укључена у железнички саобраћај 12. фебруара 2016. године. Јуна 2016. године нове гарнитуре возова пуштене су у саобраћај на тимочким пругама. До децембра 2016. године испорука свих 27 возова у потпуности је реализована годину дана пре динамике.

## Галерија
|  |  |  |
|  |  |  |

|  |  |  |
|  |  |  |

## Видео
- Филм о Заводу Метровагонмаш
- Фабричка постројења Завода Метровагонмаш
- Промотивни видео Завода Метровагонмаш за српски ДМВ
- Пробна вожња ЖС ДМВ серија 711-001 на домаћим пругама
- ЖС ДМВ серија 711